# Одинцов, Виктор Петрович
Ви́ктор Петро́вич Одинцо́в (1876—1938) — офтальмолог, доктор медицины, профессор Московского университета. Первый директор Башкирского научно-исследовательского трахоматозного института (ныне — Уфимский научно-исследовательский институт глазных болезней).

## Биография
Родился 11 (23) октября 1876 года в Уфе в семье купца первой гильдии П. А. Одинцова.
После окончания Уфимской мужской гимназии в 1895 году он поступил в Московский университет, из которого в 1897 году за участие в студенческом движении был исключён и сослан в Уфу.
В 1900 году ему была предоставлена возможность поступить в Киевский или Харьковский университет. Но стараниями отца удалось добиться разрешения на его выезд за границу и в 1901 году В. П. Одинцов стал студентом Мюнхенского университета, высший медицинский факультет которого он окончил в 1904 году со степенью доктора общей медицины. Диссертация на тему «Васкуляризация сердечного клапана в детском возрасте» («Die Vascularisation der Herzlappen im Kindesalter») была написана на базе Патологического института (Pathologische Institut).
В 1904—1906 гг. он работал земским врачом в селе Чишмы Уфимского уезда, затем в деревне Афанасьево Мензелинского уезда.
12 апреля 1907 года В. П. Одинцов был утверждён в должности сверхштатного ординатора при клинике глазных болезней Московского университета, 1 апреля 1910 года стал консультантом по глазным болезням Московской глазной больницы, а 1 января 1911 года переведен на должность штатного ассистента клиники глазных болезней Московского университета.
В 1916 году на базе Глазной клиники Московского университета В. П. Одинцов защитил докторскую диссертацию «К вопросу о новейших теориях симпатического воспаления глаз» (1917). С 25 октября 1917 года — приват-доцент кафедры глазных болезней Московского университета. В 1918 году избран профессором и директором глазной клиники Московского университета, которой заведовал 20 лет. После его смерти в 1938 году клинике было присвоено имя В. П. Одинцова.
В мае 1925 года В. П. Одинцов был приглашён первым наркомом здравоохранения Г. Г. Куватовым в качестве руководителя Уфимской глазной лечебницы, а затем директором открывшегося в 1926 году Трахоматозного научно-исследовательского института; с 1928 года он был в нём консультантом и, находясь в Москве неоднократно направлял московских специалистов в составе глазных отрядов в Башкирию.
Умер 21 октября 1938 года.
Основные работы по патологической анатомии глаза, клинике и лечению глазных болезней.
Автор учебного руководства по глазным болезням (5 издание, 1946). Создал крупную школу офтальмологов.

## Память
В 2016 году была учреждена медаль его имени, которая является единственной в России и присуждается за значимые достижения в офтальмологии. Первым обладателем медали стал доктор Г. Воллензак.